# مارسورث
مارسورث (به انگلیسی: Marsworth) یک روستا و محله مدنی در بریتانیا است که در Aylesbury Vale واقع شده‌است. مارسورث ۷۴۱ نفر جمعیت دارد.